# Salamina (grad u Grčkoj)
Salamina (novogrčki: Σαλαμίνα, stariji grčki: Σαλαμίς, arvanitski: Kuluri) je grad na otoku Salamini. Nalazi se na dnu Salaminskog zaljeva koji zatvaraju sjeverni i južni poluotok otoka Salamine.

## Zemljopis
Grad se nalazi u sjeveroistočnom dijelu Saronskog zaljeva. 

## Stanovništvo
Na popisu 2001. ovdje je živjelo 25 730 stanovnika, od čega su većinu činili albanska etnička skupina Arvaniti.

## Lokalna uprava
Uz Ampelakiju (Staru Salaminu), gradić je bio jedna od dviju otočkih općina do reforme lokalne vlasti 2011. kad su ujedinjene u jednu općinu sa sjedištem u Salamini. Pripada grčkoj grčkoj periferijskoj jedinici Atičkim otocima (Περιφερειακή Ενότητα Νήσων Αττικής), dio grčke periferije Atike
Grad Salamina obuhvaća još nekoliko naselja, od kojih su najveća Aiánteio ( 3652 st.), Stenó (288), Kanákia (278), Peristéria (215), Batsí (194), Kolónes (192), i Pérani (171).
Općinska jedinica Salamina dijeli se na ove zajednice (sela koja su sjedišta su u zagradama)):
- Salamina (Salamina, Elliniko, Batsi, Steno)
- Aianteio (Aianteio, Dimitrani, Kanakia, Kolones, Maroudi, Perani, Peristeria)